# Dawid Flamm
Dawid Flamm (* 1793 in Kalisch; † 12. November 1876 in Hamburg) war ein polnischer Gynäkologe.
Flamm, Sprössling einer vermögenden jüdischen Kaufmannsfamilie, studierte an den Universitäten in Breslau und Berlin, wo er 1818 das Medizinstudium beendete. Bis 1833 betrieb er eine ärztliche Praxe in seiner Heimatstadt Kalisch und ging dann nach Warschau, wo er als Frauenarzt tätig war. Dawid Flamm war der erste Arzt in Kongresspolen, der eine Geburt durch den Kaiserschnitt herbeiführte. In der polnischen Hauptstadt war er bekannt dafür, dass er die Armen umsonst betreute. Im Jahre 1845 ging Flamm mit seiner Frau Sophie geb. Josephij zum evangelischen Glauben über. Er war jahrzehntelang aktives Mitglied der Warschauer Ärztekammer, der er seine umfangreiche Büchersammlung vermachte. 1862 zogen die Flamms nach Hamburg, wo Dawid eine gynäkologische Praxis hatte und, wie in Warschau, die Armen umsonst behandelte. Die Eheleute Flamm wurden auf dem Evangelischen Friedhof in Warschau begraben (Allee 54 Nr.9). Sie waren eng mit der Familie Chopin befreundet, Frédéric besuchte sie oft in Kalisch bei seinen Reisen in die schlesischen Bäder oder nach Antonin zum Fürsten Anton Radziwiłł.
Dawids einziger Sohn Filip (* 1828 in Kalisch; † 1895 in Warschau) war Jurist, spezialisiert auf Zivil- und Handelsrecht. Seit 1850 als Rechtsanwalt in Warschau tätig, wurde er 1872 zum Verteidiger beim Senatsgericht ernannt. 1842, drei Jahre vor seinen Eltern, wechselte er zum evangelischen Glauben. Filip wurde neben seinen Eltern begraben.